# Almeria (Philippines)
Pour les articles homonymes, voir Almeria (homonymie).
Almeria est une municipalité de la province de Biliran située dans la région des Visayas orientales aux Philippines.